# Homohadena polypicta
Homohadena polypicta är en fjärilsart som beskrevs av Köhler 1952. Homohadena polypicta ingår i släktet Homohadena och familjen nattflyn. Inga underarter finns listade i Catalogue of Life.